# Eatonia
Eatonia est une communauté située dans la province de la Saskatchewan, dans le sud-ouest.

## Histoire

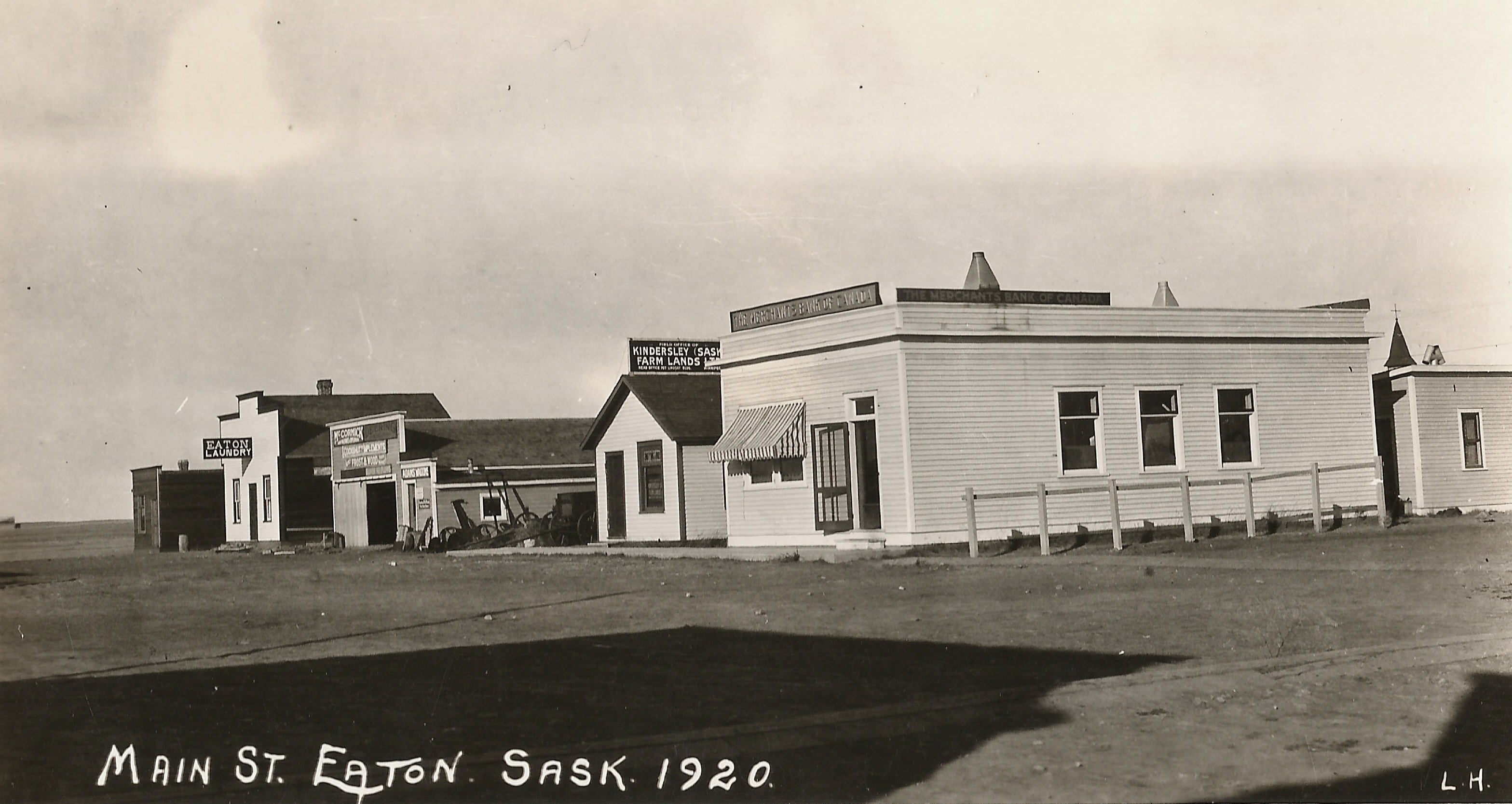
Carte postale de la rue principale de la ville d'Eaton, Saskatchewan, Canada. Fondée en 1919, elle a changé de nom pour devenir Eatonia en 1921 en raison d'une confusion avec la ville voisine d'Eston, en Saskatchewan.